# Сьюзан Оливер
Сью́зан О́ливер (англ. Susan Oliver; 13 февраля 1932, Нью-Йорк, Нью-Йорк — 10 мая 1990, Вудленд-Хиллз, Калифорния) — американская актриса телевидения и лётчица. Менее известна как актриса театра и кино, режиссёр и писательница.

## Биография
Шарлотта Герке (её настоящее имя) родилась 13 февраля 1932 года в Нью-Йорке. Отец — Джордж Герке, политический репортёр, журналист New York World и малоизвестный кинорежиссёр; мать — Рут Хейл Оливер (1910—1988), голливудский астролог, писательница и малоизвестная киноактриса. В 1935 году родители разошлись (официальный развод последовал в 1940 году), и Шарлотта воспитывалась одной матерью. Тем не менее девушка поддерживала тёплые отношения с отцом, в частности, в 1947—1949 годах жила с ним в Японии. В июне 1949 года мать и дочь переехали в Южную Калифорнию. Там девушка решила стать актрисой и начала претворять своё решение в жизнь, взяв себе сценический псевдоним Сьюзан Оливер. Уже в сентябре того же 1949 года Сьюзан вернулась на Восточное побережье, где поступила в Суортмор-колледж, а затем в школу драмы Neighborhood Playhouse School of the Theatre. После её окончания Оливер начала играть в региональных и летних театрах. Вскоре последовали приглашения в бродвейские театры, но там актриса сыграла лишь в трёх постановках в течение одного года.

Бродвейские работы:
- 1957 — Маленькая война на холме Мюррей / Small War on Murray Hill — Абигейл Торпен
- 1957—1958 — Оглянись во гневе / Look Back in Anger — Элисон Портер
- 1958 — Картофелина / Patate — Алекса Ролло

### Кино и ТВ
С 1956 года Оливер начала сниматься для телевидения, в 1957 году впервые появилась на широком экране, но основная масса её работ всё же пришлась на ТВ. За 32 года карьеры она появилась в 128 кино- и телефильмах и телесериалах. Была весьма востребована до середины 1970-х годов, затем количество предложений о съёмках резко сократилось.
С 1962 по 1975 год регулярно появлялась в роли самой себя в различных телепередачах, ток-шоу и телеиграх.
В 1978 году на экраны вышел короткометражный фильм «Ковбой-сан», режиссёром, сценаристом и продюсером которого выступила Оливер. В качестве сценариста и продюсера она попробовала здесь себя первый и последний раз, а вот режиссёром ещё выступила спустя несколько лет, хотя и всего двух эпизодов двух сериалов.
В 2014 году вышел документальный фильм «Зелёная девушка», рассказывающий о Сьюзан Оливер.

### Лётчица
В феврале 1959 года Оливер испытала сильное потрясение. Она была пассажиркой злополучного рейса 115, когда Boeing 707, следовавший из Парижа в Нью-Йорк, едва не разбился посреди Атлантического океана. После этого актриса год не могла летать, что начало отрицательно сказываться на её карьере, так как ей надо было регулярно перемещаться, как минимум, между Нью-Йорком и Голливудом. Актриса обратилась к гипнотизёру, который избавил её от этой фобии.
В июле 1964 года телеведущий Хэл Фишмен прокатил Оливер на своей Cessna 172 над ночным Лос-Анджелесом. Это так впечатлило женщину, что уже на следующий день она приехала в Аэропорт Санта-Моники и поступила там на курсы пилотирования. В 1966 году Оливер была пассажиркой двухместного Piper J-3 Cub. Пилот показывал своё мастерство, пытаясь произвести впечатление на известную актрису, и потерпел крушение. К счастью, ни он ни она даже не получили серьёзных травм. Это происшествие не остановило женщину в своём стремлении стать профессиональной лётчицей.
В 1967 году Оливер на самолёте Meyers 200 совершила трансатлантический перелёт. Она стала четвёртой женщиной в истории, преодолевшей в одиночку Атлантический океан на одномоторном самолёте. Маршрут её следования был Нью-Йорк — Москва, однако СССР в последний момент запретил этому воздушному судну проникновение в своё воздушное пространство, поэтому путешествие актрисы окончилось в Дании.
В 1968 году компания Learjet предложила Оливер пилотировать их самолёты с целью установления ряда рекордов. Она согласилась, выполнила несколько чартерных рейсов (к тому времени у неё уже была лицензия «коммерческого пилота одно- и многомоторных самолётов, приземляющихся на землю»), однако ни одного рекорда так и не установила.
В 1970 году Оливер участвовала вторым пилотом в 2760-мильной (ок. 4442 км) трансконтинентальной гонке «Пуховка» на самолёте Piper PA-24 Comanche, получив по её итогам звание «Пилот года».
Последний раз свою лицензию пилота Оливер продлила в июле 1972 года, последнюю авиационную медкомиссию прошла мае 1976 года (с пометкой «обязана носить контактные линзы»). Поскольку дальнейших записей, связанных с её пилотной деятельностью, не обнаружено, предполагается, что карьера Оливер как лётчицы окончилась не позднее чем в мае 1978 года.
В 1983 году свет увидела единственная книга Оливер «Одиссея: Смелое трансатлантическое путешествие».

### Смерть
В конце 1980-х годов у заядлой курильщицы Оливер был диагностирован колоректальный рак с метастазом на лёгкие. Она скончалась от этого заболевания 10 мая 1990 года в больнице Motion Picture & Television Country House and Hospital в Вудленд-Хиллз (Лос-Анджелес, Калифорния).

## Награды и номинации
- 1959 — «Театральный мир» в категории «Лучший прорыв» за роль в постановке «Картофелина» — победа.
- 1977 — Прайм-таймовая премия «Эмми» в категории «Лучшая актриса второго плана в комедийном или драматическом сериале» за роль в мини-сериале «Амелия Эрхарт»[англ.] — номинация.

## Избранная фильмография

### Актриса на широком экране
- 1960 — Баттерфилд, 8 / BUtterfield 8 — Норма
- 1963 — Сторож / The Caretakers — Кэти Кларк, медсестра
- 1964 — В поисках любви[англ.] / Looking for Love — Джен МакНейр
- 1964 — Дьявольские стрелки[англ.] / Guns of Diablo — Мария Маклин
- 1964 — Нескладный ординарец[англ.] / The Disorderly Orderly — Сьюзан Эндрюс
- 1967 — ? / The Love-Ins — Патриция Кросс
- 1969 — Наблюдатели[англ.] / The Monitors — Барбара Коул
- 1980 — Тяжкий труд[англ.] / Hardly Working — Клэр Трент

### Актриса телевидения
- 1956 — Студия Один[англ.] / Studio One — Флора (в эпизоде A Day Before Battle)
- 1957 — Час United States Steel[англ.] / The United States Steel Hour — Мария (в эпизоде The Bottle Imp)
- 1957 — Кульминация![англ.] / Climax! — Пэт Фарли (в эпизоде Two Tests for Tuesday)
- 1957, 1959—1960 — Театр 90[англ.] / Playhouse 90 — разные роли (в 3 эпизодах)
- 1957, 1960, 1963 — Караван повозок[англ.] / Wagon Train — разные роли (в 4 эпизодах)
- 1958 — Телевизионный театр Крафта / Kraft Television Theatre — Памела (в эпизоде The Woman at High Hollow)
- 1958 — Отец знает лучше[англ.] / Father Knows Best — Милли (в эпизоде Country Cousin)
- 1959 — Выслеживание[англ.] / Trackdown — Ребекка Форд (в эпизоде Blind Alley)
- 1959 — Миллионер[англ.] / The Millionaire — Кэти Бёрнелл (в эпизоде Millionaire Phillip Burnell)
- 1959 — Джонни Стаккато[англ.] / Johnny Staccato — Барбара Эймс (в эпизоде Murder in Hi-Fi)
- 1959 — Опознание[англ.] / The Lineup — Лори Хейден (в эпизоде Run to the City)
- 1959 — Театр Alcoa[англ.] / Alcoa Theatre — Бернайс Дэвис (в эпизоде The Long House on Avenue A)
- 1960 — Бонанза / Bonanza — Лита Малвет (в эпизоде The Outcast[англ.])
- 1960 — Сумеречная зона / The Twilight Zone — Тинья (в эпизоде People Are Alike All Over)
- 1960 — Разыскивается живым или мёртвым[англ.] / Wanted Dead or Alive — Бесс Уилсон (в эпизоде The Pariah)
- 1960 — Помощник шерифа[англ.] / The Deputy — Джули Десмонд (в эпизоде The Deadly Breed)
- 1960—1961 — Театр Зейна Грея[англ.] / Dick Powell's Zane Grey Theatre — разные роли (в 2 эпизодах)
- 1960—1961 — Приключения в раю[англ.] / Adventures in Paradise — разные роли (в 3 эпизодах)
- 1961 — Триллер[англ.] / Thriller — Эдит Ландерс (в эпизоде Choose a Victim)
- 1961 — Неприкасаемые[англ.] / The Untouchables — Роуз «Рокси» Пламмер (в эпизоде The Organization)
- 1961 — Обнажённый город[англ.] / Naked City — Джессика Мэнсон (в эпизоде A Memory of Crying)
- 1961 — Приключения Оззи и Харриет / The Adventures of Ozzie and Harriet — Лори (в эпизоде Rick, the Milkman)
- 1961—1962 — Шах и мат[англ.] / Checkmate — разные роли (в 2 эпизодах)
- 1961, 1963 — Сыромятная плеть / Rawhide — разные роли (в 2 эпизодах)
- 1961—1963 — Шоссе 66[англ.] / Route 66 — разные роли (в 3 эпизодах)
- 1962 — Ларами[англ.] / Laramie — Джин Лавелл (в эпизоде Shadows in the Dust)
- 1962 — Альфред Хичкок представляет / The Alfred Hitchcock Hour — Аннабель Делани (в эпизоде Annabel)
- 1963 — Сансет-стрип, 77[англ.] / 77 Sunset Strip — Кристина Сивер (в эпизоде Your Fortune for a Penny)
- 1963 — Беглец / The Fugitive — Карен Кристиан (в 2 эпизодах)
- 1963 — Правосудие Бёрка[англ.] / Burke's Law — Джанет Филдинг (в эпизоде Who Killed the Kind Doctor?)
- 1963, 1965 — Доктор Килдейр[англ.] / Dr. Kildare — разные роли (в 3 эпизодах[англ.])
- 1964 — Шоу Энди Гриффита / The Andy Griffith Show — заключённая (в эпизоде Prisoner of Love)
- 1964 — Защитники / The Defenders — Анна Левертон (в эпизоде The Hidden Fury)
- 1965 — Жулики[англ.] / The Rogues — Мелинда (в эпизоде Money Is for Burning)
- 1965 — Бен Кейси / Ben Casey — Тина Хаскова (в эпизоде Pas De Deux[англ.])
- 1965 — Агенты А.Н.К.Л.[англ.] / The Man from U.N.C.L.E. — Урсула Элис Болдуин (в эпизоде The Bow-Wow Affair[англ.])
- 1965, 1967—1968, 1970 — Вирджинец[англ.] / The Virginian — разные роли (в 4 эпизодах[англ.])
- 1965, 1973 — ФБР / The F.B.I. — разные роли (в 2 эпизодах[англ.])
- 1966 — Гомер Куча, морпех[англ.] / Gomer Pyle: USMC — Джули Майерс (в эпизоде A Date with Miss Camp Henderson[англ.])
- 1966 — Я шпион[англ.] / I Spy — Джин (в эпизоде One Thousand Fine)
- 1966 — Пейтон-Плейс / Peyton Place — Энн Говард (в 49 эпизодах)
- 1966 — Звёздный путь / Star Trek — Вайна (в эпизоде The Cage)[8][13]
- 1966 — Три моих сына[англ.] / My Three Sons — Джери Харпер (в эпизоде The Awkward Age[англ.])
- 1967 — Тарзан[англ.] / Tarzan — Пегги Дин (в эпизоде The Day the Earth Trembled)
- 1967 — Дикий дикий Вест[англ.] / The Wild Wild West — Трайст (в эпизоде The Night Dr. Loveless Died[англ.])
- 1967—1968 — Захватчики[англ.] / The Invaders — разные роли (в 2 эпизодах)
- 1968, 1971 — Название игры[англ.] / The Name of the Game — разные роли (в 2 эпизодах[англ.])
- 1969 — Большая долина / The Big Valley — Кейт Уилсон (в эпизоде Alias Nellie Handley)
- 1969 — Менникс[англ.] / Mannix — Линда Джордан (в эпизоде Odds Against Donald Jordan[англ.])
- 1970 — Армия Картера[англ.] / Carter's Army — Анна Ренвик
- 1971 — Дэн Огаст[англ.] / Dan August — Леона Серлинг (в эпизоде Prognosis: Homicide)
- 1971 — Прозвища Смит и Джонс[англ.] / Alias Smith and Jones — мисс Бланш Грэм (в эпизоде Journey from San Juan[англ.])
- 1971 — Любовь по-американски[англ.] / Love, American Style — разные роли (в 2 эпизодах[англ.])
- 1972 — Ночная галерея[англ.] / Night Gallery — Келли Беллмен (в эпизоде The Tune in Dan's Cafe[англ.])
- 1972 — Медицинский центр[англ.] / Medical Center — Рут (в эпизоде Vision of Doom[англ.])
- 1972 — Дымок из ствола / Gunsmoke — Сара Элкинс (в эпизоде Eleven Dollars[англ.])
- 1973 — Кэннон[англ.] / Cannon — Джилл Торсон (в эпизоде Moving Target[англ.])
- 1973 — Истории привидений[англ.] / Ghost Story — Эллен Притчард (в эпизоде Spare Parts)
- 1973 — Волшебник[англ.] / The Magician — Сюзанна (в эпизоде Ovation for Murder)
- 1974 — Барнаби Джонс[англ.] / Barnaby Jones — Карен Маклин (в эпизоде Friends Till Death[англ.])
- 1974 — Петрочелли[англ.] / Petrocelli — Элинор Уоррен (в эпизоде Edge of Evil)
- 1974 — Полицейская история[англ.] / Police Story — Рина Прескотт (в эпизоде World Full of Hurt)
- 1976 — Амелия Эрхарт[англ.] / Amelia Earhart — Нета Снук «Снуки»[англ.]
- 1977 — Улицы Сан-Франциско / The Streets of San Francisco — Грейси Боггс (в эпизоде Hang Tough[англ.])
- 1981 — Лодка любви / The Love Boat — Кэй Тиндал (в эпизоде Gopher's Bride/Love with a Married Man/Not Tonight, Jack![англ.])
- 1985 — Частный детектив Магнум / Magnum, P.I. — Лори Крейн (в эпизоде Let Me Hear the Music[англ.])
- 1985 — Она написала убийство / Murder, She Wrote — разные роли (в 2 эпизодах[англ.])
- 1987 — Саймон и Саймон[англ.] / Simon & Simon — Сид Гринвальд (в эпизоде Tanner, P.I. for Hire[англ.])
- 1988 — Наш дом[англ.] / Our House — Ольга Зельникова (в эпизоде Balance of Power)
- 1988 — Кошмары Фредди / Freddy's Nightmares — служанка (в эпизоде Judy Miller, Come on Down)

### В роли самой себя
- 1963, 1965, 1967 — Вечернее шоу Джонни Карсона / The Tonight Show Starring Johnny Carson — в 4 выпусках
- 1970 — Шоу Майка Дугласа[англ.] / The Mike Douglas Show — в 1 выпуске
- 1971 — Шоу Мерва Гриффина[англ.] / The Merv Griffin Show — в 1 выпуске

### Режиссёр
- 1982 — МЭШ / M*A*S*H — эпизод Hey, Look Me Over
- 1983 — Охотник Джон[англ.] / Trapper John, M.D. — эпизод Fat Chance